# Pinukpuk
Pinukpuk is een gemeente in de Filipijnse provincie Kalinga in het noordoosten van het eiland Luzon. Bij de laatste census in 2007 had de gemeente bijna 28 duizend inwoners.

## Geografie

### Bestuurlijke indeling
Pinukpuk is onderverdeeld in de volgende 23 barangays:
| - Aciga - Allaguia - Ammacian - Apatan - Asibanglan - Ba-ay - Ballayangon - Bayao - Camalog - Cawagayan - Dugpa - Katabbogan | - Limos - Magaogao - Malagnat - Mapaco - Pakawit - Pinococ - Pinukpuk Junction - Socbot - Taga - Taggay - Wagud |

## Demografie
Pinukpuk had bij de census van 2007 een inwoneraantal van 27.783 mensen. Dit zijn 1.653 mensen (6,3%) meer dan bij de vorige census van 2000. De gemiddelde jaarlijkse groei komt daarmee uit op 0,85%, hetgeen lager is dan het landelijk jaarlijks gemiddelde over deze periode (2,04%). Vergeleken met de census van 1995 is het aantal mensen met 4.726 (20,5%) toegenomen.

De bevolkingsdichtheid van Pinukpuk was ten tijde van de laatste census, met 27.783 inwoners op 744 km², 37,3 mensen per km².